# 柿崎 (下田市)
柿崎（かきさき）は、静岡県下田市の地名。

## 地理
下田市東部、須崎半島の付け根にあたる。北で白浜、南で須崎、西部の海岸沿いで外ケ岡・武ガ浜、北西で中と接する。下田港が置かれる。外浦海水浴場などの観光地も多い。

### 山岳
- 寝姿山

### 海洋
- 相模灘
- 下田湾 - 須崎半島西側の湾。

## 歴史
古くは柿崎村だったが、1889年（明治22年）、町村制の施行により須崎村、白浜村と合併して浜崎村となる。さらに1955年の合併で下田町に帰属し、1971年、下田町が市制を敷くと下田市の一部となった。日本最初のアメリカ公使館がおかれた玉泉寺、吉田松陰が海外渡航を企て、黒船に乗り込むべく小船を漕ぎ出した弁天島がある。

## 世帯数と人口
2017年（平成29年）4月1日現在の世帯数と人口は以下の通りである。
| 大字 | 世帯数  | 人口  |
| ---- | ------- | ----- |
| 柿崎 | 474世帯 | 963人 |

## 小・中学校の学区
市立小・中学校に通う場合、学区は以下の通りとなる。
| 番・番地等 | 小学校             | 中学校               |
| ---------- | ------------------ | -------------------- |
| 1275-1     | 下田市立下田小学校 | 下田市立下田中学校   |
| その他     | 下田市立浜崎小学校 | 下田市立下田東中学校 |

## その他

### 日本郵便
- 郵便番号 : 415-0013[2]（集配局：下田郵便局[5]）。

### 警察
町内の警察の管轄区域は以下の通りである。
| 番・番地等 | 警察署     | 交番・駐在所 |
| ---------- | ---------- | ------------ |
| 全域       | 下田警察署 | 浜崎駐在所   |